# Synema maculosum
Synema maculosum är en spindelart som beskrevs av O. Pickard-Cambridge 1891. Synema maculosum ingår i släktet Synema och familjen krabbspindlar. Inga underarter finns listade i Catalogue of Life.